# Lundellianthus guatemalensis
Lundellianthus guatemalensis là một loài thực vật có hoa trong họ Cúc. Loài này được (Donn.Sm.) Strother mô tả khoa học đầu tiên năm 1989.